# Omaha World-Herald
L'Omaha World-Herald è un quotidiano statunitense fondato nel 1885 nella città di Omaha nello stato del Nebraska. È diffuso nell'area metropolitana di Omaha-Council Bluffs e in parte dell'Iowa.
Ha vinto tre Premi Pulitzer; nel 1920 come Premio Pulitzer per il miglior editoriale, nel 1943 come Premio Pulitzer per il miglior giornalismo di pubblico servizio e nel 1944 come Premio Pulitzer per la fotografia.

## Storia
Fondato da Gilbert M. Hitchcock come Omaha Evening World, il primo numero del giornale uscì il 24 agosto 1885. Quattro anni più tardi Hitchcock comprò un'altra testata cittadina, l'Omaha Herald. Sebbene si dichiarasse ufficialmente indipendente, il giornale si orientò ben presto su una linea vicina al Partito Democratico.
Il 30 novembre 2011 fu annunciato l'acquisto del giornale da parte della holding Berkshire Hathaway, di proprietà dell'imprenditore Warren Buffett. Nel gennaio 2020 l'Omaha World-Heraldè stato ceduto alla Lee Enterprises.